# Black Sails at Midnight
Black Sails at Midnight is het tweede studioalbum van de Schotse power- en folkmetalband Alestorm. Het album is uitgebracht in 2009. De uitgebreide versie van het album werd geleverd met een live-DVD van het optreden van de band op Wacken Open Air 2008. In het nummer "No Quarter" is de titelmuziek voor de Pirates of the Caribbean-filmserie terug te vinden.

## Tracklist
| Nr. | Titel                                                                                  | Duur |
| --- | -------------------------------------------------------------------------------------- | ---- |
| 1.  | The Quest (Bowes)                                                                      | 4:56 |
| 2.  | Leviathan (Bowes)                                                                      | 5:55 |
| 3.  | That Famous Ol' Spiced (Bowes/McQuade)                                                 | 4:45 |
| 4.  | Keelhauled (Bowes)                                                                     | 3:42 |
| 5.  | To the End of Our Days (Bowes/Shaw/McQuade)                                            | 6:22 |
| 6.  | Black Sails at Midnight (Bowes/Shaw)                                                   | 3:30 |
| 7.  | No Quarter (Bowes)                                                                     | 3:02 |
| 8.  | Pirate Song (Bowes/McQuade)                                                            | 4:02 |
| 9.  | Chronicles of Vengeance (Bowes/Shaw/McQuade)                                           | 6:24 |
| 10. | Wolves of the Sea (Cover van 'Pirates of the Sea'; Liberg/Sahlen/Andreasson/Wassenius) | 3:33 |
| 11. | P is for Pirate (exclusieve iTunes bonustrack; Bowes)                                  | 0:50 |